# Eleição especial para presidente da Câmara dos Deputados do Brasil em 2005
A eleição especial para presidente da Câmara dos Deputados do Brasil em 2005, ocorrida em 28 de setembro de 2005, elegeu Aldo Rebelo (PCdoB) em segundo turno, como Presidente da Câmara dos Deputados do Brasil para o biênio 2005-2007. De acordo com a Constituição brasileira, o presidente da Câmara dos Deputados é o segundo na linha de sucessão da presidência da República (o primeiro é o vice-presidente).
O primeiro turno contou com seis candidatos disputando a presidência da Câmara. Aldo Rebelo (PCdoB-SP), que recebeu 182 votos, José Thomaz Nonô (PFL-AL) que obteve 182 votos,  Ciro Nogueira (PP-PI), que obteve 76 votos, Fleury Filho (PTB-SP), que obteve 41 votos, Alceu Collares (PDT-RS), que obteve 18 votos e Jair Bolsonaro (PP-RJ), que obteve nenhum voto. No segundo turno, Aldo obteve 258 votos e Thomaz Nonô 243, 6 brancos e 2 nulos.

## Eleição

### Primeiro turno
| Candidatos  | Candidatos                      | Votos | Porcentagem |
| ----------- | ------------------------------- | ----- | ----------- |
|             | Aldo Rebelo (PCdoB)             | 182   | 36,47%      |
|             | José Thomaz Nonô (PFL)          | 182   | 36,47%      |
|             | Ciro Nogueira (PP)              | 76    | 15,23%      |
|             | Luiz Antônio Fleury Filho (PTB) | 41    | 8,21%       |
|             | Alceu Collares (PDT)            | 18    | 1,60%       |
|             | Jair Bolsonaro (PP)             | 0     | 0%          |
| Total       | Total                           | 499   | 100%        |
| Em branco   | Em branco                       | 5     | 0,97%       |
| Nulo        | Nulo                            | 3     | 0,58%       |
| Não votaram | Não votaram                     | 6     | 1,16%       |

### Segundo turno
| Candidatos  | Candidatos             | Votos | Porcentagem |
| ----------- | ---------------------- | ----- | ----------- |
|             | Aldo Rebelo (PCdoB)    | 258   | 51,49%      |
|             | José Thomaz Nonô (PFL) | 243   | 48,51%      |
| Total       | Total                  | 501   | 100%        |
| Em branco   | Em branco              | 6     | 1,17%       |
| Nulo        | Nulo                   | 2     | 0,38%       |
| Não votaram | Não votaram            | 4     | 0,77%       |